# Atri (induismo)

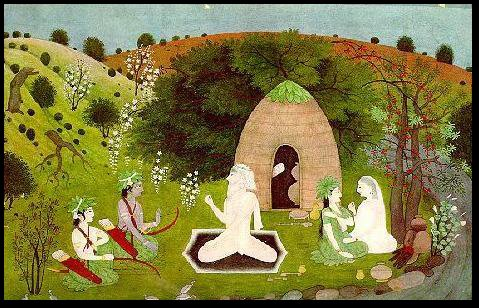
Rama, Sita e Lakshmana visitano l'eremitaggio di Atri

Atri (devanāgarī: अत्रि) è, nella tradizione religiosa propria del Vedismo, del Brahmanesimo e dell'Induismo, un ṛṣi,  ovvero un "cantore ispirato" (o "veggente") degli inni sacri denominati come Veda.
(Bṛhadāraṇyaka Upaniṣad II,2,4)
Tradizionalmente gli si attribuiscono diversi inni del Ṛgveda, contenuti nel V Maṇḍala (segnatamente gli inni 27, dal 37 al 43; 76-77; 83-86) e nel IX  Maṇḍala (86).
Nella tradizione hindū è anche il purohita delle cinque tribù arie che conquistarono l'India.
E quando il ṛṣi viene catturato dai nemici e gettato in una fossa, sono gli Aśvin a soccorrerlo:
(Ṛgveda V,78,4; traduzione di Philippe Swennen, in Hinduismo antico, su progetto editoriale e introduzione generale di Francesco Sferra. Milano, Mondadori, 2010, p.34.)
Il suo compito, e quindi quello dei suoi discendenti, è quello di proteggere il Sole (Sūrya) dall'oscurità provocata da Svarbanhū.
(Ṛgveda V,40,6)
Nella letteratura religiosa post-vedica, la figura teologica di Atri acquisisce ulteriori elementi. Così, nel XIII parva del Mahābhārata, egli viene rappresentato come un mānasaputra (figlio mentale) di Brahmā (brahmaputra o anche brahmaṛṣi).
Nel Manusmṛti viene narrata l'origine dell'Universo. I ṛṣi si recano da Manū per conoscere gli ordinamenti impartiti dal Nato-da-sé (Svayaṃbhu), questi avvia il suo insegnamento narrando l'origine del Tutto. All'inizio tutto è buio e lì si manifesta il Nato-da-sé che allontana le tenebre (I,6), quindi emana le acque in cui depone il proprio seme (I,8), da quel seme si forma l'Uovo d'oro in cui il Nato-da-sé si manifesta come Brahmā (I,9: tad aṇḍam abhavad dhaimaṃ sahasrāṃśusamaprabham tasmiñ jajñe svayaṃ brahmā sarvalokapitāmahaḥ).

Dopo aver dimorato in quell'Uovo, Brahmā lo divide in due formando con esso l'Universo e avviando l'intera creazione. Quindi egli si divide in due, facendo di sé stesso un maschio e una femmina, generando in questo modo  Virāj (I,32: dvidhā kṛtvātmano deham ardhena puruṣo 'bhavat ardhena nārī tasyāṃ sa virājam asṛjat prabhuḥ), e Viraj, per mezzo del solo calore provocato dall'ardore della disciplina, genera i dieci grandi ṛṣi: 
marīcim atryaṅgirasau pulastyaṃ pulahaṃ kratum 
pracetasaṃ vasiṣṭhaṃ ca bhṛguṃ nāradam eva ca»
(Manusmṛti I, 34-35; traduzione di Federico Squarcini e Daniele Cuneo, in Il trattato di Manu sulla norma (a cura di Federico Squarcini e Daniele Cuneo). Torino, Einuadi, 2010, p.6)
Nel Ramayana (Ramayana, Ayodhya kanda - sarga 116 e 117), Rama incontra Atri durante il suo quattordicesimo anno di esilio nella foresta.